# Parc de Finlande
Le parc de Finlande (en suédois : Finlandsparken) est un parc public du quartier de Gärdet à Stockholm en Suède,

## Description
Le parc de Finlande est situé près du port de Värta.
Dans le parc se trouve le Monument de la Finlande, réalisé par Gudrun Eduards.
Le 13 mars 2027, jour anniversaire de la fin de la guerre d'Hiver, la princesse héritière Victoria et le prince Carl Philip de Suède ont assisté à une cérémonie de dépôt de gerbe avec le président finlandais Sauli Niinistö,.

## Galerie

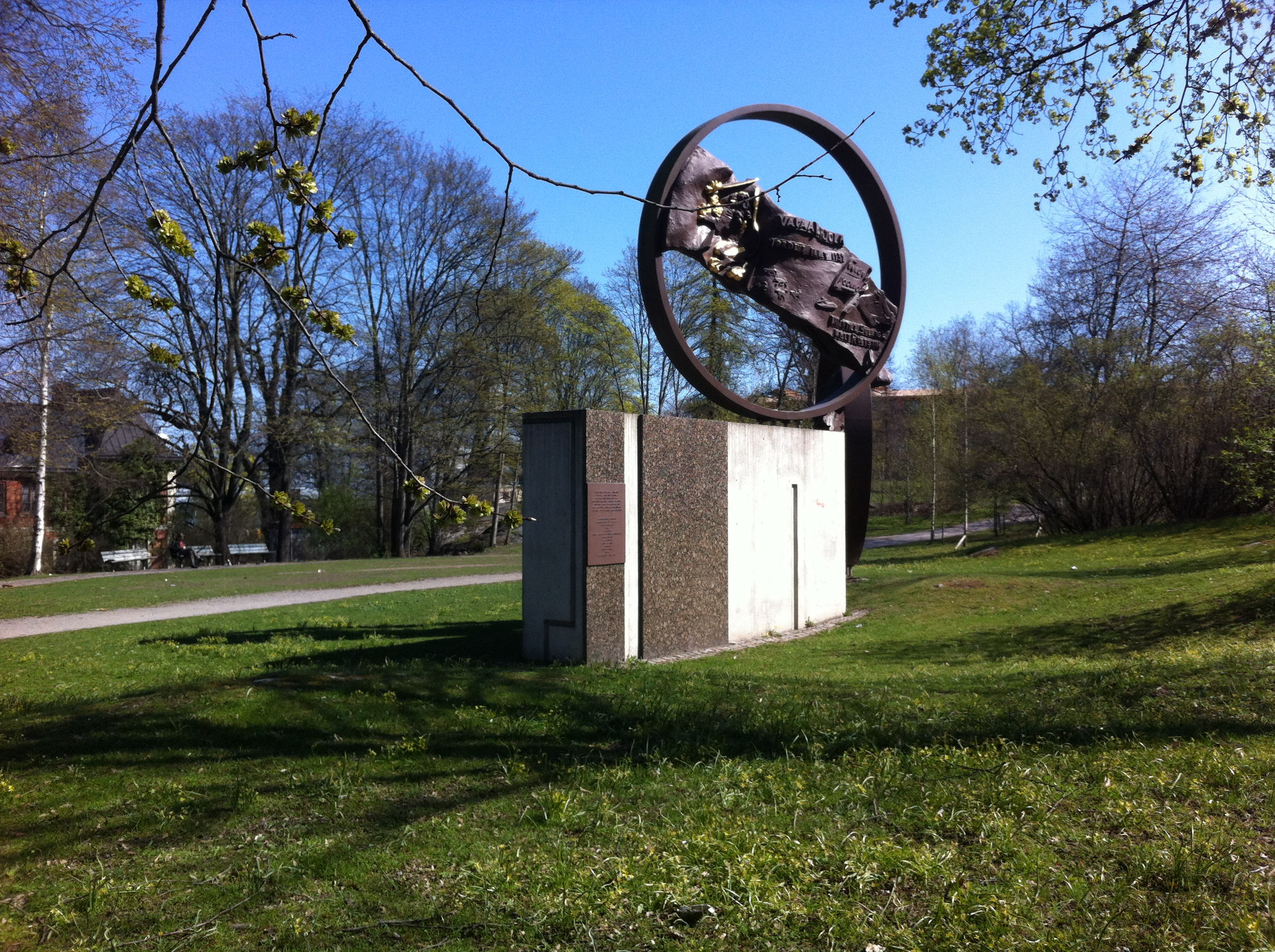
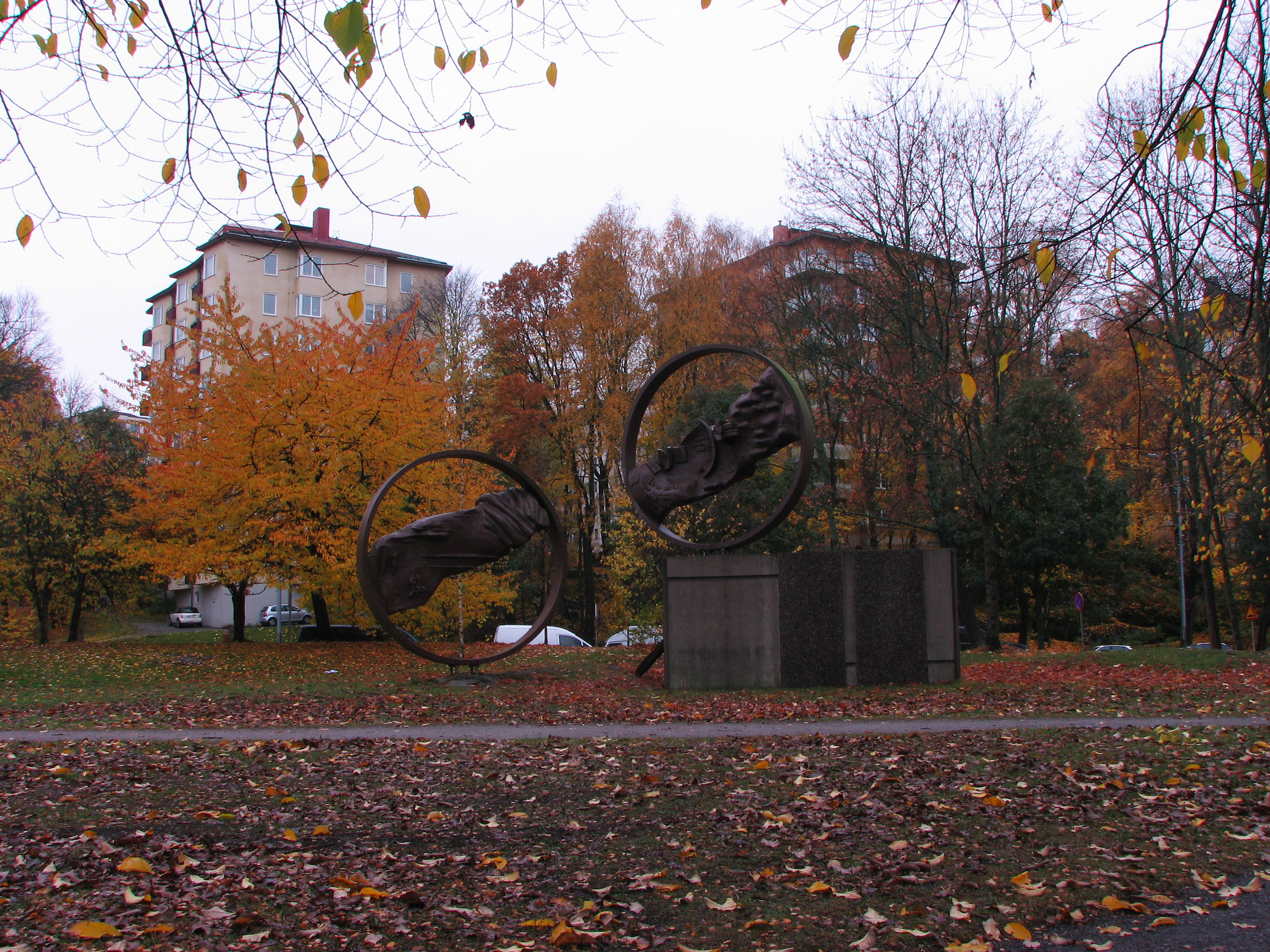
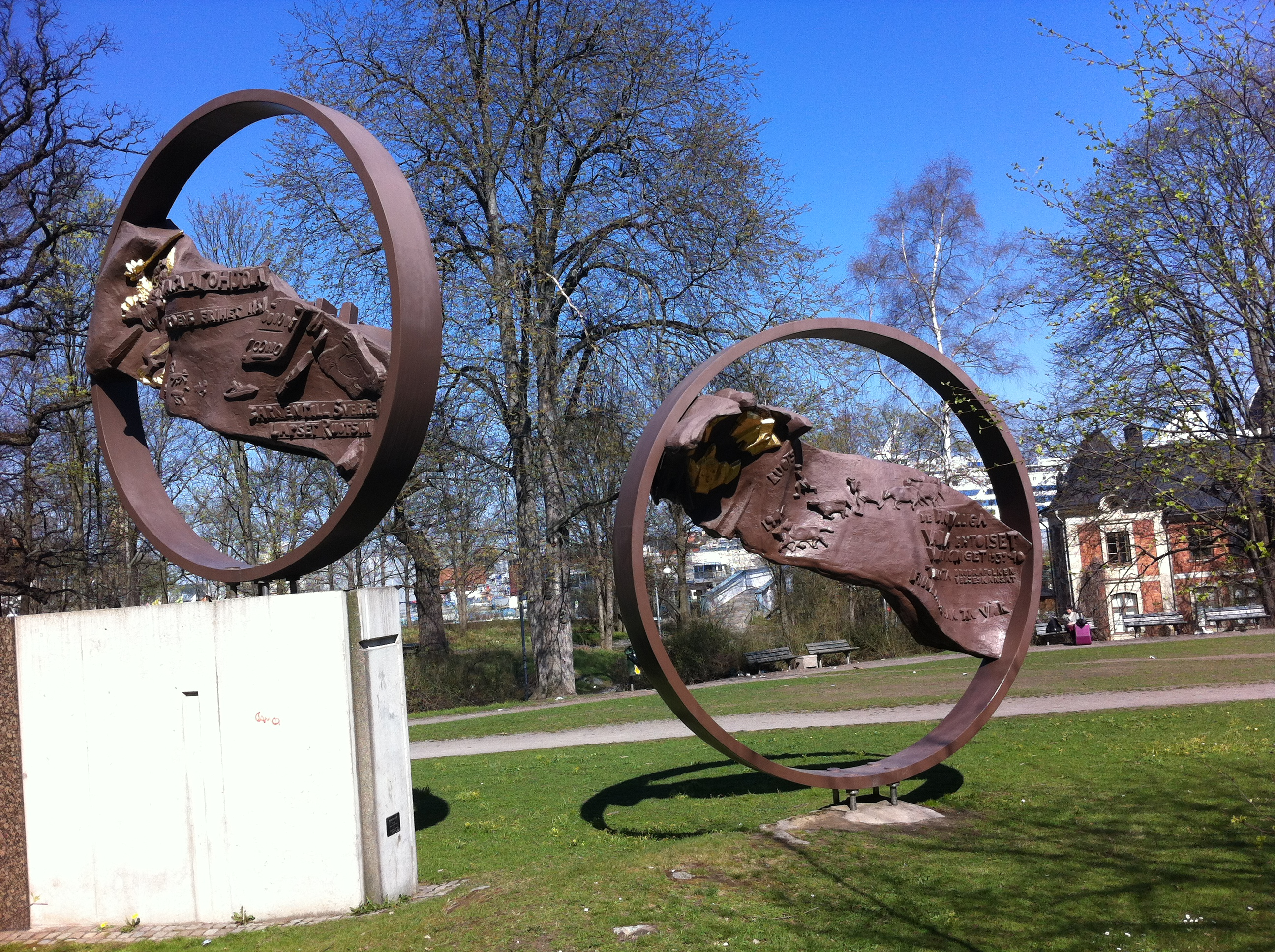